# Route nationale 8 (Maroc)
Pour les articles homonymes, voir N8 et Route nationale 8.
La route nationale 8 (RN8) relie la ville d'Essaouira à Cala Iris, dans la province d'Al Hoceïma. Cette route est longue de 862 km et traverse des grandes villes telles que Chichaoua, Marrakech, Beni Mellal, Khenifra, Ifrane, Fès , Taounate et Targuist.

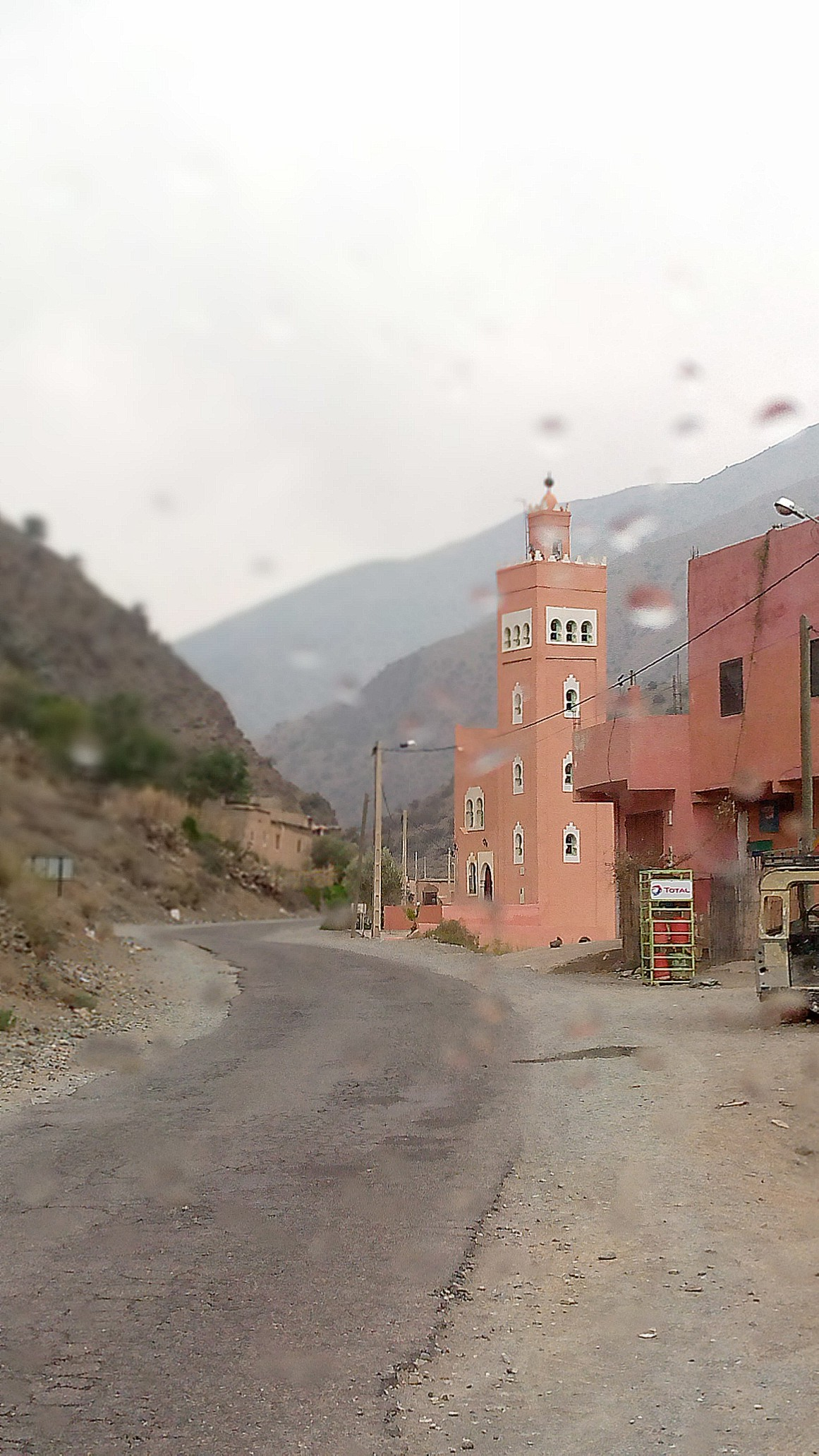

L'ancien tronçon de la route nationale 8 reliait les villes de Targuist à Agadir jusqu'au changement de la numérotation des routes nationales du 28 mai 2018.

## Tronçon Essaouira-Chichaoua
Le tronçon entre Essaouira et Chichaoua  a été réalisée par le dédoublement et le réaménagement de l'ancienne route régionale 207 et ouverte à la circulation en 2010. Elle est absorbée par la N8 en 2018.
- : 301 : Safi / El Jadida par route côtière
- : Tronc commun de 5 km avec la N1 : Imsouane / Agadir
- : Fin du Tronc commun de 5 km avec la N1 : Safi / El Jadida
- : Tleta El Henchane
- : Tafetachte
- : Sid L'Mokhtar
- : Chichaoua
- : Intersection avec la N11 : Settat / Sidi Bennour / Youssoufia / Agadir
- Échangeur entre N8 et A3 : Casablanca / Marrakech /  Agadir

## Tronçon Chichaoua - Marrakech
- Mzoudia
- Loudaya

### Voie express 2x2 à Marrakech
De l'entrée ouest jusqu'à la sortie de Marrakech , la N8 est aménagé en 2x2 voies  alternant voie rapide, avenue et boulevard urbain sur une distance totale de 25 km
- : Marrakech
- : Tronc commun de 9 km avec la N9
- : Intersection et début de la N7 : Sidi Bennour / Sidi Smail / El Jadida / Safi
- : N9 : Tizi n'Tichka / Ouarzazate

## Tronçon Marrakech-Fès
Le Tronçon est long de 481 km et traverse les montagnes du Moyen Atlas. Le tracé passe par Beni-Mellal et traverse notamment des municipalités telles que Kelâat Es-Sraghna, Azrou ou Khénifra. Entre Khénifra et Ifrane, durant l'hiver, la circulation devient difficile en raison d'importantes chutes de neige sur la route. Le tronçon prend fin à Fès, où elle coupe la N6.
- Ouled Hassoune
- Intersection et début de la 210 : Demnate

- Ras El Ain Rehamena
- Tamelelt
- Laassasla
- El Kelaâ des Sraghna
- Intersection et début de la 206 : Ben Guerir / Youssoufia

- Tassaout
- Tronc commun de 23 km avec la N23 : Bouznika / Benslimane / El Borouj / Demnate / Ouarzazate de Tassaout à Oued Laabid
- Oued Laabid
- Intersection 3105 : Ouled Ayad
- Tronc commun de 4 km avec la N25
- Ouled M'barek

### Voie express 2x2 de Ouled Mbarek à Oulad Yaich
De Ouled M'barek à Ouled Yaich la N8 est aménagé en 2x2 voies / voie express sous la forme d'une avenue d'une distance totale de 21 km en passant par le centre ville de Beni Mellal 
- : Ouled M'barek
- : Béni Mellal
- : Voie de contournement de Beni-Mellal
- :  Intersection et tronc commun de 57 km avec la N12 : Berrechid / Khouribga /  Oued Zem / Fkih Ben Salah :  Aéroport de Béni-Mellal
- Échangeur entre N8 et A4 : Khouribga / Berrechid marquant le début de l'A4 sens Beni-Mellal Berrechid
- : Ouled Yaich

- Kasba Tadla
- :  Intersection marquant le début de la 308 : Fkih Ben Salah / El Borouj / Settat

### Reprise du tronçon Marrakech - Fès en 2x1 voie
- Intersection N12 : Tinghir
- Zaouiat Cheikh
- Oaoumana
- Intersection et de l'Avenue Mohammed V accédant au village de Ait Ishaq
- Ben Khlil
- Intersection marquant le début de la 503 : Zaida
- Tighssaline
- Khenifra
- Intersection et début de la 407 : Oulmès / Aguelmous / Sidi Allal El Bahraoui (N6)/ Rabat (N6)/
- M'rirt
- Ouad Ifrane
- Sidi Addi
- Azrou
- Intersection et tronc commun de 5 km avec la N13 : El Hajeb / Meknès
- Intersection et fin du tronc commun de 5 km avec la N13 : Midelt / Errachidia
- Ifrane
- Intersection avec la 707 : El Hajeb / Guigou (N4)
- Immouzer Kandar
- Intersection avec la 714 : El Hajeb / Séfrou

### Voie express 2x2 de l'échangeur avec l'Autoroute A2 (Rabat-Oujda) à la sortie Est de Fès
De l'échangeur avec la A2 jusqu à la sortie Est de Fès la N8 est aménagé en 2x2 alternant voie rapide, avenue et boulevard urbain sur une distance totale de 26 km
- Échangeur entre N8 et A2 : Rabat / Meknès / Taza / Oujda
- : Intersection avec la 5013 : Ain Cheggag
- :  Aéroport de Fès-Saïss
- : Ouled Tayeb
- : Fès
- : Intersection avec la N4 : Séfrou
- : Intersection et début du tronc commun avec la N6

## Tronçon Fès - Cala Iris
Le tronçon est long de 222 km et traverse les montagnes du Rif . Le tracé passe par Taounate et Targuist et est aménagé en tronçon 2x1 voie. Le tronçon prend fin à Cala Iris marquant la fin de la route nationale 8. La N8 reprend une partie de la "Route Al Wahda" reliant la ville de Taounate à Ketama . Elle avait été construite en 1957 sous l'initiative du Roi Mohammed V afin de désenclaver le nord-est du Maroc à la suite de l'indépendance du Maroc. 
- Fès
- Intersection et fin du tronc commun avec la N6  d'une distance totale de 8 km
- Intersection et début de la 506 : Karia Ba Mohammed / Douar Sidi Mohamed Chelh
- Taounate
- Intersection et début de la 510 : Aknoul
- Zrizer
- Intersection et début de la 509 : Issaguen
- Bni Bounsar
- Targuist
- Intersection et début du tronc commun de 7 km avec la N2 : Tanger / Tétouan / Chefchaouen
- Intersection et fin du tronc commun de 7 km avec la N2 : Al Hoceima / Nador / Oujda
- Khmiss Beni Boufrah
- Intersection avec la N16
- Torres de Alcala
- Cala Iris Fin de la N8